# Liste legate de județul Cluj
Această listă prezintă o serie de obiective din județul Cluj, grupate în liste separate.

## Județul Cluj
- Listă de localități din județul Cluj
- Listă de comune din județul Cluj
- Lista cetăților din județul Cluj
- Lista palatelor din județul Cluj
- Lista castelelor din județul Cluj
- Obiective turistice în județul Cluj
- Listă de stadioane din județul Cluj
- Lista episcopilor de Cluj-Gherla
- Lista lacurilor din județul Cluj
- Lista rezervațiilor naturale din județul Cluj
- Lista râurilor din județul Cluj

## Cluj-Napoca
- Lista locurilor în Cluj-Napoca
- Lista personalităților clujene
- Lista personalităților îngropate în Cimitirul Central (Hajongard)
- Lista primarilor Clujului
- Listă de cartiere din Cluj-Napoca
- Lista muzeelor din Cluj-Napoca
- Lista universităților din Cluj-Napoca
- Lista liceelor din Cluj-Napoca
- Lista statuilor din Cluj-Napoca
- Lista clădirilor istorice din Cluj-Napoca
- Lista podurilor din Cluj-Napoca

## Turda
- Lista locurilor în Turda

## Câmpia Turzii
- Lista locurilor în Câmpia Turzii

## Dej
- Lista locurilor în Dej

## Gherla
- Lista locurilor în Gherla

## Huedin
- Lista locurilor în Huedin